# Guy Van Nueten
 (février 2016).
Si vous disposez d'ouvrages ou d'articles de référence ou si vous connaissez des sites web de qualité traitant du thème abordé ici, merci de compléter l'article en donnant les références utiles à sa vérifiabilité et en les liant à la section « Notes et références ».
Guy Van Nueten, né le 20 juin 1965 à Turnhout, en Belgique, est un compositeur, pianiste et producteur belge.

## Biographie

### Enfance
Guy Van Nueten commence le piano à l'âge de 5 ans, inscrit par sa mère à l'école de musique locale. Il apprend à lire les notes avant même de connaître l'alphabet. Il commence à s’intéresser à la musique pop & rock vers 15 ans et, une fois achevées ses études d'économie, se consacre entièrement à sa carrière musicale.

### Carrière musicale
Lors de sa période The Sands, le premier album sans titre du groupe est produit par Bill Janovitz de Buffalo Tom aux États-Unis et diffusé mondialement par Universal. Le groupe entame ensuite une tournée européenne avec entre autres John Cale. Guy Van Nueten est notamment l'auteur de April and June, un classique pop de The Sands qui passe sur les radios depuis plus de 20 ans et figure invariablement au « Top-100 Belgische songs aller tijden », le top 100 des meilleures chansons belges de tous les temps.
Vers 1998 s'impose à lui un changement de cap : il s'inscrit au Conservatoire en composition et harmonie. Il est suivi par Jacques De Tiège, pédagogue, pour le piano. Un épisode dont Van Nueten dit aujourd'hui : « Avant, c'est le piano qui jouait avec moi, aujourd'hui c'est moi qui joue au piano. »
Il compose également pour le cinéma, le théâtre et la danse et est attaché à plusieurs théâtres et lieux de spectacle au Benelux, dont Toneelhuis, Toneelgroep Amsterdam, Les Ballets C de la B, deFilharmonie et HETPALEIS, pour lequel il compose en 2005 la comédie musicale  Soepkinders, primée d'un Vlaamse Musical Award, prix de la meilleure comédie musicale flamande. Il a par ailleurs composé des morceaux pour le réalisateur Koen Mortier (Ex Drummer) et Alex Stockman (‘Eva’ en 2006, primé au Festival du film de Venise et Pulsar (film)’ en 2012, avec notamment Matthias Schoenaerts). Le magazine musical OOR qualifie de chef-d’œuvre la musique qu'il compose pour le spectacle Bâche (2005) des Ballets C de la B, en raison de « l'unique combinaison de sons électroniques modernes et de musique élisabéthaine expressive »,.
Il a participé comme musicien et/ou arrangeur aux disques d'or de dEUS, Admiral Freebee, Zita Swoon, Magnus (band), Tim Vanhamel et Daan. Deux titres qu'il a composés figuraient au Top 100 des meilleurs tubes belges de tous les temps du magazine Knack. Le double CD Tom Barman en Guy Van Nueten-Live (avec Tom Barman, le chanteur de dEUS) dont il a composé et interprété les arrangements au piano, est sorti dans toute l'Europe, figurant au Top 10 des meilleurs CD de 2003 de plusieurs magazines.  
En 2009, il sort Merg, album solo de musique classique contemporaine  avec des références notamment à la musique baroque et à son grand modèle Jean Sébastien Bach. Il y propose des titres comme Adagio niet in B (Adagio pas en B), Agressie Var.1 (Agression Var. 1) ou Impro De Vrucht (Impro le Fruit). Le successeur Pacman qui sort en 2013 est qualifié sur cobra.be (d'œuvre) « intemporelle et affranchie de toute tendance ». Dimitri Verhulst l'élit quant à lui meilleur CD de 2013 dans le magazine Humo. En 2017, Guy Van Nueten est le premier artiste belge à signer avec le label Sony Classical. Contact, le dernier volet de la trilogie, sort le 30 novembre 2018.
En 2015, il collabore avec le chorégraphe hip hop grenoblois Bouba Landrille Tchouda pour créer un duo aux intonations plurielles, Skin, produit par la compagnie Malka.
En 2019, Van Nueten tourne avec son dernier album et travaille à un opéra. Il prépare un CD live et peaufine un album dans lequel musique de film, chansons, musique de chambre, orchestrale ou électronique se fondent dans un tout organique.

## Théâtre, musical, danse
- 2015 : Skin, en collaboration avec Bouba Landrille Tchouba
- 2019 : Dries Van Noten & Christian Lacroix Women SS20 collection défilé, Opéra Bastille Paris (2019)

## Discographie
The Sands:
- The Sands (Universal, 1995)
- ...And Other True Stories (Universal, 1996)

Tom Barman & Guy Van Nueten:
- Live (Universal, 2003)

Van Nueten & Dugardin:
- Bâche (Bolli Records/Lowlands, 2004)

Guy Van Nueten:
- Merg (Bolli Records/62TV/PIAS, 2009)
- Pacman (Bolli Records, 2013)
- Music for a Small Orchestra (soundtrack Milo) (Bolli Records, 2015)
- Contact (Sony Classical, 2018)
- Night Has Come (soundtrack, ep) (Bolli Records, 2019)
- As Played By (ep) (Bolli Records, 2020)
- Wired (ep) (Bolli Records, 2020)
- Pulsar (soundtrack) (Bolli Records, 2021)
- Decent Music (compilation) (Télès Music, 2024)